# Echochrome
Echochrome (jap. 無限回廊, Mugen kairō, dt. „unendlicher Korridor“) ist ein Puzzle-Videospiel für die PlayStation 3, sowie die PlayStation Portable, welches – ähnlich den unmöglichen Formen von M. C. Escher – abstrakte Gebilde bewegen lässt, womit eine Hauptfigur an das Ziel gesteuert werden muss.
Das Besondere an diesem Spiel ist die absolute Minimierung von audio-visuellen Effekten. Schwarze Linien auf weißem Hintergrund mit teilweise sanften schwarz-weißen Verläufen in der optischen Darstellung dominieren den Bildschirm, klassische Musik, komponiert von Hideki Sakamoto, die Lautsprecher.
Die Spielewelt ist sehr geteilter Meinung, während die durchschnittliche Bewertung des Spieles bei den meisten Medien etwa 80 % betragen, gibt es, vor allem wegen der wohl schwierigen Steuerung auch kritische Stimmen.
Das Spiel ist seit dem 9. Juli 2008 in Europa erhältlich.